# 營後
營後，是臺灣高雄市路竹區的一個傳統地域名稱，位於該區北部。相較於今日行政區，其範圍大致包括甲南里西半葉的北半部、甲北里北大半部、竹園里西北端。

## 歷史
台灣日治初期，營後地區為一（舊制）街庄，稱為「營後庄」，隸屬於長治一圖里。該庄北隔二層行溪（今二仁溪）與中洲庄、大潭庄為界，東與中路庄、新園庄為鄰，南邊為一甲庄，西邊為湖內庄、大湖庄。
1901年（日治明治三十四年）11月，全台設置二十廳，該庄隸屬於鳳山廳。1903年（明治三十六年）6月，該庄編入「一甲區」，隸屬於鳳山廳。1909年（明治四十二年）10月，合併二十廳為十二廳，一甲區改隸屬於臺南廳。1920年（大正九年），廢十二廳改設五州二廳，該庄改制為「營後」大字，隸屬於高雄州岡山郡路竹庄（新制街庄）。
戰後路竹庄改制為路竹鄉，隸屬於高雄縣，大字亦改制為村。1950年高、屏分治，路竹鄉仍隸屬於高雄縣。2010年12月25日，因高雄縣市合併為新直轄市高雄市，路竹鄉改制為路竹區，村亦改制為里。

## 聚落
本地區發展較早的聚落有營後、營前、前荷等，在日治期初期的官方地圖上已有記載。

## 交通
台鐵縱貫線是台灣西部南北鐵路幹線，經過本地區西南部凸出部分的西端，並於南側邊界外緣設有大湖車站（站體位於南鄰一甲地區境內）。該站屬三等站，停靠部分莒光號及全部區間車；由此可前往台鐵沿線各站。
國道1號又稱「中山高速公路」，是貫穿台灣西部的兩條縱向高速公路之一，經過本地區東部，並在東南端與省道台28線交會處設有路竹交流道。由此可快速前往國道1號沿線各地。
省道台1線又稱「縱貫公路」，是臺北至屏東縣楓港的傳統平面幹道，經過本地區西南角外不遠處。由該道路北行可前往湖內區市區、臺南市仁德區、南區/東區邊界、東區、永康區等地，南行可前路竹區路竹市區、岡山區、橋頭區、楠梓區等地。
省道台28線是湖內區湖內橋至茂林（實際終點為六龜區大津）的幹道，經過本地區西南部。由該道路西行可前往湖內區南部，並止於該區西南部省道台17線轉角暨台17甲線終點路口；東行可前往國道1號路竹交流道、阿蓮區、田寮區、內門區/旗山區交界地帶、旗山區、美濃區、六龜區南部，並止於省道台27線路口。

## 學校
- 樹人醫專